# Android (robot)

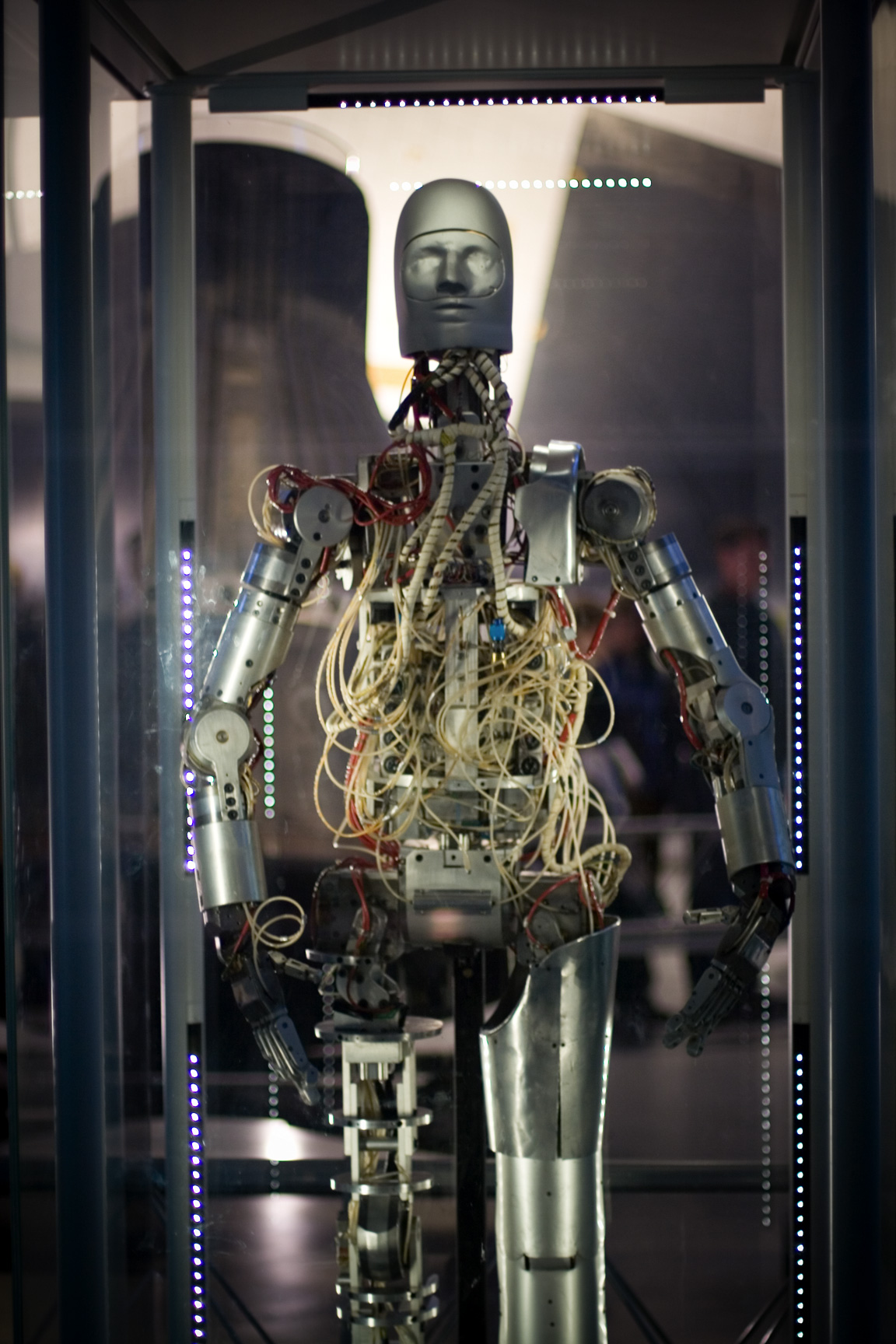
android – spíš komplikovaná figurína vyvinutá pro testování kosmických skafandrů

Android je humanoidní robot nebo jiná umělá bytost. Historicky byli androidi zcela v rámci sci-fi a často byli viděni ve filmu a televizi, ale pokroky v technologii robotů nyní umožňují navrhovat funkční a realistické humanoidní roboty. 
Oxford English Dictionary sleduje nejstarší použití (jako Androides) v díle Ephraima Chamberse z roku 1728 Cyclopaedia, v odkazu na automat, který údajně vytvořil Albert Magnus.

## Náboženství, legendy, historie, alchymie
Napodobit či zopakovat stvořitelský čin Boha či Přírody – tato myšlenka se v historii lidstva opakuje mnohokrát.
- mýtus o Kyperském králi Pygmalion – zřejmě předcházel Ovidiovu ztvárnění.
- homunkulus – doslova človíček, často výraz pro syntetickou (umělou) bytost
- Golem je typickým legendárním příkladem androida[zdroj⁠?!]

## Automaty
S rozvojem jemné mechaniky bylo navrhováno a konstruováno mnoho automatů, tj. samohybných mechanismů, přičemž mnoho z nich bylo umisťováno do člověkupodobných figur, jejichž pohyb ovládaly.
- čínské automaty – jsou popisovány již v dobách před naším letopočtem
- Řecko – Hérón Alexandrijský kolem r.50 př. n. l. popisuje automat, který naléval víno na párty [4]
- Leonardův robot – automatický bojovník v brnění, kterého navrhl Leonardo da Vinci kolem r. 1464
- 17. – 19. století – konstruováno mnoho naprogramovaných figur, které zvládaly velmi složité pohyby – hru na hudební nástroje, tanec atd.

## Klasická literatura

### Publius Ovidius Naso
Proměny, 10. kniha: Zbožný Pygmalion je natolik znechucen ženskou proradností, že zůstává starým mládencem, panicem. Jako náhradu za ženskou lásku si vyřeže ze slonové kosti sochu ideální panny tak krásnou, že se do ní zamiluje – mluví k ní a projevuje ji i jiné něžnosti. Modlí se k bohům, Venuše jeho prosby vyslyší a způsobí, že socha v Pygmalionově objetí postupně ožívá. Pygmalion si ji bere za manželku a ta mu porodí dceru Pafé. (Je to opačný proces k jinak celkem obvyklejšímu zkamenění.)

### Jean-Jacques Rousseau
Melodrama Pygmalion – Rousseau přepracovává Ovidiovu myšlenku, nejde zde už o pokoru před bohy, ale spíš o vzpouru. Soše dává jméno Galatea.

### E. T. A. Hoffmann
Povídka Der Sandmann: Student Nathanael odmítne reálnou dívku Claru a zamiluje se do mechanické loutky Olimpie, kterou smontoval prodavač Copolla. Oči jí dodal profesor Spalanzani. Nathanael ji oživuje svým vášnivým pohledem – zpočátku pomocí kouzelného dalekohledu. Mechaničnost Olimpie uvolňuje Nathanaelovi prostor pro vlastní iluze. Jedná se tedy o umělou bytost, na jejímž vytvoření se podílelo vícero tvůrců, vícero technologií.

### Auguste Villiers de l'Isle Adam
Termín android zpopularizoval hrabě Auguste Villiers de l'Isle Adam ve svém symbolistickém sci-firománu L'Ève future v roce 1886 (česky: Budoucí Eva, přel. A. Růžičková; vyd. F. Topič, Praha 1920). Trauma Lorda Ewalda spočívá v tom, že se zamiluje do zpěvačky Alicie, která je krásná, avšak hloupá. Zoufalou situaci řeší jeho přítel, vynálezce Edison, tak, že sestrojí věrnou figurínu Alicie, oživenou duchovní bytosti Sowana. Při tom jim pomáhají nejmodernější technologie, jako například Edisonův fonograf pro záznam hlasu, a tak vzniká nová bytost – Hadala, krásná a inteligentní. Záměrem tvůrců je také to, že pečlivým naprogramováním redukují obvyklé ženské vrtochy a tak se jimi vytvořená bytost stane dobře ovladatelnou. Hadala se však vymkne z jejich manipulace, začne hovořit svým vlastním jazykem a žít si svým vlastním životem.
S použitím moderní terminologie byla Hadala vlastně prototypem gynoida, tedy žensky vypadajícího robota.

### Karel Čapek
Čapkovi roboti, výrobky firmy R.U.R., byli v jeho stejnojmenném dramatu člověku podobní roboti, tedy androidi. Na rozdíl od Villiersova románu, kde byla Hadala prototypem androida, který měl uspokojit Ewaldovy erotické tužby, byli Čapkovi roboti hromadně vyráběné bytosti určené k vykonávání těžké práce. Termín robot (odvozený ze staršího českého výrazu robota), který byl poprvé použit v tomto dramatu, se pak rozšířil na téměř všechny stroje, které zastupují člověka v jeho namáhavé práci – např. kuchyňský robot.)

## Sci-fi film
- Cyloni v seriálech Battlestar Galactica
- Vetřelec: V prvním dílu série tajil android Ash svou podstatu až téměř do svého zničení. Ve druhém díle Vetřelci ale o tom, že Bishop je android, věděli všichni od začátku.
- C-3PO (Star Wars) – typický android chováním i vzhledem (snad na stroj příliš bojácný a starostlivý)
- Kryton (Červený trpaslík)
- Stan (Aaron Stone)
- Dat (Star Trek) – android ve službách Hvězdné flotily snažící se dosáhnout lidství.

## Současné technologie
Na úrovni dnešních technologií je nejen nemožné sestrojit robota, který by byl ve všech ohledech podobný člověku, ale ani to nedává velký smysl: Naopak, dnešní roboty jsou konstruovány tak, aby nahrazovaly člověka tam, kde přirozené lidské síly a schopnosti nestačí (např. jemné neurochirurgické operace, práce v těžko přístupném a nebezpečném prostředí atd.). Nicméně jsou oblasti, ve kterých má nějaký smysl napodobovat některé lidské rysy:
- Vnější vzhled: Různé pohybující se a mluvící figury, reklama, dětské hračky apod.
- Umělá inteligence: snaží se modelovat a či napodobit lidské myšlení při řešení různých kognitivních aj. problémů
- nápodoba emocí a emotivních stavů v programech a u automatů
- bionika: Snaží se obecně napodobovat různé biologické struktury v inženýrství (například kráčející robot, který se dokáže pohybovat v těžkém terénu)
- porozumění a syntéza lidské řeči
- analýza 3D scény a pohyb v 3D prostoru

## Příklady novodobých androidů
Za jednoho z nejdokonalejších robotů humanoidní konstrukce lze považovat robota týmu SCHAFT, který v roce 2014 vyhrál soutěž DARPA Robotics Challenge.
- Honda:
  - serie E: v r. 1986 zkonstruován android Honda E0 a po něm další roboti serie E1 – E6 (1993), kráčející po nohách, podobných lidským.
  - serie P: P1(1993) – P4(2000): k nohám přibyly i ruce, celkový zjev se blíží lidské postavě
  - ASIMO: V r. 2000 vytvořen první prototyp humanoidního robota ASIMO (zkratka Advanced Step in Innovative MObility – zjevně naráží na jméno Isaaca Asimova)
- KAIST (dříve: Korea Advanced Institute of Science and Technology):
  - serie KHR-0 (2001) – KHR-2 (2004) – kráčející humanoidní roboty (trochu podobné androidům Honda)
  - od modelu KHR-3 (2005) se nazývá HUBO jako akronym HUmanoid roBOt – nejznámější Albert HUBO dle masky napodobující obličej Albert Einstein – maska byla oživena tak, že dokáže napodobovat i různé grimasy obličeje – celkem má tento android 66 stupňů volnosti pohybu.
- Fujitsu Automation Ltd. (nyní: Miyachi Systems Corp., ta se však již výrobou humanoidů zřejmě nezabývá):
  - serie HOAP = akronym "Humanoid for Open Architecture Platform" = humanoidi pro otevřenou platformu. Byla to řada středně velkých komerčně vyráběných androidů, postavená na operačním systému RT-Linux (tj. real-time Linux). Prototypy: HOAP-1 (2001), HOAP-2 (2003), HOAP-3 (2005). Určený převážně pro výzkumné a vývojové účely.
- Sony:
  - QRIO (2006) – 0,6 m vysoký android, slouží jako emotivní hračka
- Osaka University (návrh) + Kokoro Company Ltd. (výroba):
  - modely Actroid – od r. 2003 – celkem více než deset androidů, jejichž účelem je působit zjevem jako člověk – nebo spíš jako žena – proto se pro tento zjev humanoidních robotů ujal název gynoid, tj. ženský robot.
- PAL Robotics:
  - serie REEM: REEM-1 (2006) a REEM-2 (2008) – pohybují se po budovách, orientují se v prostoru, rozpoznávají překážky, přemísťují břemena, hrají šachy atd.
- TOSY Robotics, Vietnam; firma vyrábí především industriální roboty, spíš aby se zviditelnila, vyvíjí i androidy:
  - TOPIO – nejznámější android této firmy, akronym znamená TOSY Ping Pong Playing Robot, neboli robot hrající Stolní tenis. Projekt začal v roce 2005, od té doby byly postaveny verze 1.0, 2.0 a 3.0
- Aldebaran Robotics – francouzská firma
  - Nao (robot) – vyvíjený od r. 2005, středně vysoký android, sériově vyráběný dle různých prototypů, např. akademická verse pro výzkumné účely anebo jako hráč do soutěže RoboCup (Robot Soccer World Cup, tj. fotbalový šampionát, hraný roboty)